# Кадыровское сельское поселение
Кадыровское се́льское поселе́ние — муниципальное образование в Заинском районе Татарстана Российской Федерации.
Административный центр — деревня Кадырово.

## История
Статус и границы сельского поселения установлены Законом Республики Татарстан от 31 января 2005 года № 23-ЗРТ «Об установлении границ территорий и статусе муниципального образования "Заинский муниципальный район" и муниципальных образований в его составе».

## Население
| 2010 | 2011 | 2012 | 2013 | 2014 | 2015 | 2016 |
| ---- | ---- | ---- | ---- | ---- | ---- | ---- |
| 678  | →678 | ↘669 | ↘664 | ↘643 | ↗657 | →657 |
| 2017 | 2018 |      |      |      |      |      |
| ↗665 | ↘639 |      |      |      |      |      |

## Состав сельского поселения
| № | Населённый пункт | Тип населённого пункта          | Население |
| - | ---------------- | ------------------------------- | --------- |
| 1 | Ахметьево        | деревня                         |           |
| 2 | Кадырово         | деревня, административный центр |           |
| 3 | Киселевка        | деревня                         |           |
| 4 | Тонгузино        | деревня                         |           |
| 5 | Федотово         | село                            |           |